# Teddy Benzo
Teddy Benzo, de son vrai nom Teddy Okobo Itoua, est un rappeur congolais, et ancien basketteur ayant évolué en Afrique du Sud et au Gabon.
Basé à Pointe-Noire, il est considéré comme étant l'un des rappeurs le plus en vogue au Congo-Brazzaville. Ses plus grands succès au niveau national furent Ange et démon puis Mwana mboka de son album Illégal. Le jeune rappeur ne cesse de persévérer tout en valorisant les couleurs de son pays le Congo.

## Biographie
Il débute en 1990 au sein du groupe Impartial Def. Peu après, il intègre la Production Afro Centrique. En 2008, il revient à Pointe-Noire, se lance dans le hip-hop proprement dit et crée le label Large Production qui deviendra ensuite Belle Rage Music en 2011. Il sort en novembre 2012 son premier album Street Business.
Il présente le 4 janvier 2014, lors d'une conférence de presse, son deuxième album, Illégal, composé de dix-huit titres dont onze featurings. Teddy est aussi le producteur de l'artiste Big Tyger. En 2018, il participe au concert Couleurs tropicales de Radio France internationale, enregistré par l’Institut français du Congo.

## Discographie
- 2011 : Street Buniness, album
- 2014 : Illégal, album
- 2015 : Moto, clip (featuring Bana C4)
- 2016: Ni bo Twena, clip (featuring Fredy Massamba)
- 2017: Dans la sauce[3], clip (featuring Iba One)
- 2018 : International Super Stars[4], album (featuring Quincy Alfred)
- 2022 : Mwana Mboka Soldier[5], album

## Voir Aussi